# Linia kolejowa Szczygłowice Kopalnia – KWK Szczygłowice
Linia kolejowa  Szczygłowice Kopalnia – KWK Szczygłowice – przemysłowa linia kolejowa zarządzana przez spółkę Infra Silesia. Linia kolejowa jest poprowadzona od stacji Szczygłowice Kopalnia do stacji KWK Szczygłowice.